# Сметана, Николай Григорьевич
Сметана Николай Григорьевич (20 октября 1943, Разумовка, Кировоградская область — 23 июня 2007, Кривой Рог, Днепропетровская область) — советский и украинский учёный в области биофизики, почвоведения, геоботаники, экологии, зоологии. Доктор биологических наук (1993), профессор (2000).

## Биография
Родился 20 октября 1943 года в селе Разумовка Кировоградской области.
В 1957 году поступил и в 1961 году окончил Знаменский сельскохозяйственный техникум. В 1965 году поступил и в 1970 году окончил биологический факультет Днепропетровского государственного университета, по специальности «Биофизика».
В 1970—1977 годах работал научным сотрудником, старшим научным сотрудником, заведующим научным отделом, заместителем директора по научной работе Наурзумского заповедника в Казахстане. В 1977—1981 годах — старший научный сотрудник, директор Приаральской опытной станции. В 1981—1992 годах — старший научный сотрудник Института ботаники АН Казахской ССР.
В 1992—2000 годах работал заведующим отделом оптимизации техногенных ландшафтов Криворожского ботанического сада НАН Украины. В 2000—2001 годах — профессор, заведующий кафедрой географии и биологии Кировоградского государственного педагогического университета. В 2001—2002 годах — профессор, заведующий кафедрой зоологии Криворожского государственного педагогического университета. В 2003—2007 годах — профессор, заведующий кафедрой прикладной экологии Криворожского технического университета.
Умер 23 июня 2007 года в городе Кривой Рог.

## Научная деятельность
С 1972 года проводил научно-исследовательскую работу в пустынях Казахстана и Средней Азии — изучал закономерности образования и трансформации органического вещества в песчаных почвах. В 1977 году защитил диссертацию «Гумус лёгких почв аридных областей» на соискание учёной степени кандидата биологических наук. Работая в Институте ботаники Академии наук Казахской ССР, активно участвовал в научных экспедициях. Собрал богатый материал из структуры почвенного покрова, растительности, комплексов грунтовой мезофауны и микроартропод. В 1993 году защитил диссертацию «Эдафотопы предгорных и горных биогеоценозов Казахстана, их зоодиагностика и закономерности пространственного распределения» на соискание ученой степени доктора биологических наук в Днепропетровском государственном университете.
Автор и соавтор более 200 научных работ.